# Bazylika Julia
Bazylika Julia (łac. Basilica Iulia) – niezachowana do czasów współczesnych bazylika, stojąca dawniej w południowo-zachodniej części Forum Romanum, pomiędzy świątynią Saturna a świątynią Kastora i Polluksa.
Budowę bazyliki, mającej zastąpić stojącą wcześniej w tym miejscu Bazylię Sempronia z 170 roku p.n.e., rozpoczął około 54 p.n.e. Juliusz Cezar. Niewykończony jeszcze budynek został poświęcony w 46 p.n.e., chociaż prace budowlane zakończono ostatecznie dopiero za panowania Oktawiana Augusta. Niedługo po ukończeniu bazylika spłonęła w pożarze, po odbudowie została poświęcona w 12 roku p.n.e. wnukom Augusta, Gajuszowi i Lucjuszowi. Po ponownym pożarze za panowania Karinusa w 283 roku odbudowana w 305 roku przez Dioklecjana. Po zdobyciu Rzymu przez Wizygotów w 410 roku została zniszczona, odbudowano ją jednak w 416 roku staraniem prefekta Rzymu Gabiniusa Vettiusa Probianusa. W VIII wieku północno-wschodnią część bazyliki zaadaptowano na kościół, co jednak nie uchroniło jej przed zniszczeniem – z czasem budowla zaczęła służyć jako źródło darmowego budulca. Ostatnie pozostałości rozebrano w XVI wieku, a pozyskany w ten sposób materiał wykorzystano do wzniesienia Palazzo Torlonia. Do czasów współczesnych zachowały się jedynie odsłonięte podczas przeprowadzonych w XIX wieku prac archeologicznych podium, część schodów oraz fragmenty konstrukcji w zachodnim narożniku, pochodzące z czasów odbudowy dokonanej przez Dioklecjana.
Zajmująca powierzchnię o wymiarach 101×49 m bazylika składała się z głównego budynku o długości 82 i szerokości 16 m, otoczonego podwójnym, dwukondygnacyjnym portykiem. Wyłożony marmurem portyk, szeroki na 7,5 m, posiadał po osiemnaście kolumn na dłuższych bokach i osiem na krótszych. Kolumny na dolnym poziomie wzniesione zostały w porządku toskańskim, na górnym natomiast w jońskim.